# Carl Gustaf Mosander
Carl Gustaf Mosander, a veces escrito, Carl Gustav Mosander, (Kalmar, 10 de septiembre de 1797 - Lovön, Condado de Estocolmo, 15 de octubre de 1858) fue un químico sueco. Descubrió los elementos químicos lantano, erbio y terbio.

## Vida y formación
Mosander acudió a la escuela de su localidad natal (Kalmar) hasta que se trasladó junto a su madre a Estocolmo a los 12 años. Allí, se convirtió en aprendiz en la farmacia Ugglan. Se graduó de sus estudios de Farmacia en 1817, pero atraído por la medicina, se matriculó en el Instituto Karolinska en 1820, graduándose cuatro años después con un Máster de Cirugía.

## Carrera profesional
Trabajó como profesor de química en el mismo Instituto y como asistente en la colección mineralógica del Museo de Historia Nacional de Suecia. Jöns Jakob Berzelius fue su profesor de química durante sus estudios de medicina, y en 1836 le sucedió como profesor de química y farmacia en el Instituto Karolinska.

## Descubrimiento de elementos químicos
Mosander estudió los compuestos procedentes de las tierras raras y descubrió los elementos lantano (1826), erbio (1842) y terbio (1843). También descubrió el didimio en 1841, que no es un verdadero elemento químico aunque se le atribuyó el símbolo Di, sino que es una mezcla consistente de neodimio y praseodimio. Fue descompuesto por el químico austriaco Carl Auer von Welsbach en 1885.